# Kansas City Chiefs 2020
La stagione 2020 dei Kansas City Chiefs è stata la 51ª della franchigia nella National Football League, la 61ª complessiva e la l'ottava con Andy Reid come capo-allenatore. La squadra ha iniziato la stagione come campione in carica dopo la vittoria sui San Francisco 49ers nel Super Bowl LIV. I Chiefs si sono qualificati per i playoff per la sesta stagione consecutive, pareggiando un record di franchigia ottenuto nel periodo 1990-1995 e hanno vinto il quinto titolo di division consecutive. La loro stagione regolare si è conclusa con il miglior record della loro storia, 14-2. Nel divisional round dei playoff hanno battuto i Cleveland Browns 22–17, accedendo alla terza finale di conference consecutiva. Nell'AFC Championship, i Chiefs batterono i Buffalo Bills 38–24, qualificandosi per il Super Bowl LV, la loro quarta apparizione complessiva alla finalissima e la prima volta in cui la raggiunsero per due stagioni consecutive. Lì affrontarono i Tampa Bay Buccaneers, perdendo per 31-9.

## Scelte nel Draft 2020
| Scelte dei Chiefs nel Draft 2020 |        |                       |               |                   |
| Giro                             | Scelta | Giocatore             | Ruolo         | College           |
| 1                                | 32     | Clyde Edwards-Helaire | Running back  | LSU               |
| 2                                | 63     | Willie Gay            | Linebacker    | Mississippi State |
| 3                                | 96     | Lucas Niang           | Tackle        | TCU               |
| 4                                | 138    | L'Jarius Sneed        | Safety        | Louisiana Tech    |
| 5                                | 177    | Mike Danna            | Defensive end | Michigan          |
| 7                                | 237    | Thakarius Keyes       | Cornerback    | Tulane            |

## Staff
| Staff dei Kansas City Chiefs nel 2020 |
| --- |
| Organi dirigenziali - Chairman/CEO: Clark Hunt - Presidente – Mark Donovan - General manager – Brett Veach - Consulente delle operazioni del football – Chris Shea - Direttore delle operazioni del football – Mike Borgonzi - Assistente dei direttori del personale – Mike Bradway e Ryan Poles - Direttore del personale professionistico – Tim Terry - Direttore degli osservatori del college – Ryne Nutt - Direttore dell'amministrazione del football – Brandt Tilis - Coordinatore degli osservatori del college – Greg Castillo Capo allenatore - Andy Reid - Assistente c.a./coordinatore special team – Dave Toub Altri allenatori - Preparatore atletico – Barry Rubin - Assistente – Travis Crittenden - Assistente – Devin Woodhouse - Scienza sportiva/condizione – Ryan Reynolds Allenatori dell'attacco - Coordinatore offensivo: – Eric Bieniemy - Quarterback/coordinatore gioco sui passaggi – Mike Kafka - Running back – Deland McCullough - Wide receiver – Greg Lewis - Tight end – Tom Melvin - Offensive line – Andy Heck - Assistente offensive line – Corey Matthaei - Analista gioco sui passaggi/assistente quarterback – Joe Blaymeir - Controllo qualità – David Girardi - Controllo qualità – Porter Ellet Allenatori della difesa - Coordinatore difensivo: Steve Spagnuolo - Coordinatore gioco sulle corse/defensive line – Brendan Daly - Outside linebacker – Britt Reid - Middle Linebacker – Matt House - Defensive back – Dave Merritt - Cornerback – Sam Madison - Assistente difesa – Connor Embree - Controllo qualità – Terry Bradden - Controllo qualità – Alex Whittingham Allenatori dello special team - Assistente dello Special Team: Andy Hill |

## Roster
| Roster dei Kansas City Chiefs |
| --- |
| Quarterback - 4 Chad Henne - 15 Patrick Mahomes Running Back - 26 Le'Veon Bell - 25 Clyde Edwards-Helaire - 42 Anthony Sherman FB - 34 Darwin Thompson - 31 Darrel Williams Wide Receiver - 17 Mecole Hardman - 10 Tyreek Hill - 13 Byron Pringle - 11 Demarcus Robinson - 14 Sammy Watkins Tight End - 48 Nick Keizer - 87 Travis Kelce - 83 Ricky Seals-Jones Offensive Linemen - 73 Nick Allegretti G - 79 Yasir Durant T - 72 Eric Fisher T - 67 Daniel Kilgore C - 74 Martinas Rankin T - 62 Austin Reiter C - 75 Mike Remmers T - 61 Stefen Wisniewski G - 77 Andrew Wylie G Defensive Linemen - 55 Frank Clark DE - 51 Mike Danna DE - 95 Chris Jones DT - 92 Tanoh Kpassagnon DE - 91 Derrick Nnadi DT - 57 Alex Okafor DE - 64 Mike Pennel DT - 99 Khalen Saunders DT - 90 Tim Ward DE - 98 Tershawn Wharton DT Linebacker - 50 Willie Gay MLB - 47 Darius Harris OLB - 53 Anthony Hitchens OLB - 56 Ben Niemann MLB - 44 Dorian O'Daniel OLB - 54 Damien Wilson OLB Defensive Back - 21 Bashaud Breeland CB - 27 Rashad Fenton CB - 20 Antonio Hamilton CB - 29 Thakarius Keyes CB - 32 Tyrann Mathieu SS - 38 L'Jarius Sneed CB - 49 Daniel Sorensen FS - 22 Juan Thornhill FS - 35 Charvarius Ward CB - 23 Armani Watts SS Special Team - 7 Harrison Butker K - 5 Tommy Townsend P - 41 James Winchester LS Lista delle riserve - 30 Alex Brown CB (IR) - -- Antonio Callaway WR (Futures) - 94 Taco Charlton DE (IR) - 76 Laurent Duvernay-Tardif G (Opt-out) - -- Anthony Gordon QB (Futures) - -- Lucas Niang OT (Opt-out) - 70 Kelechi Osemele G (IR) - 71 Mitchell Schwartz OT (IR) - 82 Deon Yelder TE (IR) - 9 Jordan Ta'amu QB (Futures) - 80 Chad Williams WR (Futures) - -- Damien Williams RB (Opt-out) Squadra di allenamento - 30 Deandre Baker CB (Practice squad/Injured) - 80 Evan Baylis TE - 59 Omari Cobb OLB - 2 Dustin Colquitt P - 12 Gehrig Dieter WR - 97 Austin Edwards DE - 89 Maurice Ffrench WR - 88 Jody Fortson WR - 52 Demone Harris DE - 85 Marcus Kemp WR - 45 Chris Lammons CB - 24 Elijah McGuire RB - 8 Matt Moore QB - 60 Patrick Omameh G - 19 Tajae Sharpe WR - 43 Emmanuel Smith LB (Practice squad/Injured) - -- Prince Tega Wanogho OT - 68 Bryan Witzmann G 53 attivi, 12 inattivi, 16 nella squadra di allenamento |
| Legenda - I rookie sono in corsivo. - Il primo ruolo è il principale mentre gli eventuali successivi indicano i ruoli secondari. - (IR) sta per Injured Reserve ed indica la lista ristretta per un solo giocatore infortunato che può tornare ad allenarsi dopo la settimana 6 e a rientrare in prima squadra dopo che questa ha giocato 8 partite. - (NF-Inj.) / (NF-Ill.) stanno rispettivamente per Non-Football Injured e Non-Football Illness ed indicano le liste dove viene inserito un giocatore che ha un infortunio o una malattia non dipendente dal football americano. - (PUP) sta per Physically Unable to Perform ed indica la lista dove viene inserito un giocatore mentre è in attesa di recuperare la condizione fisica. Nella stagione regolare dopo la sesta partita giocata dalla propria squadra, il giocatore ha tempo tre settimane per riprendere ad allenarsi, più tre settimane aggiuntive dal suo rientro agli allenamenti per rientrare in prima squadra. |

## Calendario

### Pre-stagione
Il calendario della fase pre-stagionale è stato annunciato il 7 maggio 2020. Tuttavia, il 27 luglio 2020, il commissioner della NFL Roger Goodell ha annunciato la cancellazione totale della prestagione, a causa della pandemia di Covid-19.

### Stagione regolare
| Stagione regolare |                    |                         |                    |                    |                            |                    |
| Turno             | Data               | Avversario              | Risultato          | Record             | Stadio                     | Sintesi            |
| 1                 | 10 settembre       | Houston Texans          | V 34–20            | 1–0                | Arrowhead Stadium          | Recap              |
| 2                 | 20 settembre       | at Los Angeles Chargers | V 23–20 (DTS)      | 2–0                | SoFi Stadium               | Recap              |
| 3                 | 28 settembre       | at Baltimore Ravens     | V 34–20            | 3–0                | M&T Bank Stadium           | Recap              |
| 4                 | 5 ottobre          | New England Patriots    | V 26–10            | 4–0                | Arrowhead Stadium          | Recap              |
| 5                 | 11 ottobre         | Las Vegas Raiders       | S 32–40            | 4–1                | Arrowhead Stadium          | Recap              |
| 6                 | 19 ottobre         | at Buffalo Bills        | V 26–17            | 5–1                | Bills Stadium              | Recap              |
| 7                 | 25 ottobre         | at Denver Broncos       | V 43–16            | 6–1                | Empower Field at Mile High | Recap              |
| 8                 | 1 novembre         | New York Jets           | V 35–9             | 7–1                | Arrowhead Stadium          | Recap              |
| 9                 | 8 novembre         | Carolina Panthers       | V 33–31            | 8–1                | Arrowhead Stadium          | Recap              |
| 10                | Settimana di pausa | Settimana di pausa      | Settimana di pausa | Settimana di pausa | Settimana di pausa         | Settimana di pausa |
| 11                | 22 novembre        | at Las Vegas Raiders    | V 35–31            | 9–1                | Allegiant Stadium          | Recap              |
| 12                | 29 novembre        | at Tampa Bay Buccaneers | V 27–24            | 10–1               | Raymond James Stadium      | Recap              |
| 13                | 6 dicembre         | Denver Broncos          | V 22–16            | 11–1               | Arrowhead Stadium          | Recap              |
| 14                | 13 dicembre        | at Miami Dolphins       | V 33–27            | 12–1               | Hard Rock Stadium          | Recap              |
| 15                | 20 dicembre        | at New Orleans Saints   | V 32–29            | 13–1               | Mercedes-Benz Superdome    | Recap              |
| 16                | 27 dicembre        | Atlanta Falcons         | V 17–14            | 14–1               | Arrowhead Stadium          | Recap              |
| 17                | 3 gennaio          | Los Angeles Chargers    | S 21–38            | 14–2               | Arrowhead Stadium          | Recap              |

Note: gli avversari della propria division sono in grassetto.

### Playoff
| Playoff          |                                           |                                           |                                           |                                           |                                           |                                           |
| Turno            | Data                                      | Avversario (seed)                         | Risultato                                 | Record                                    | Stadio                                    | Sintesi                                   |
| Wild Card        | Qualificati direttamente al secondo turno | Qualificati direttamente al secondo turno | Qualificati direttamente al secondo turno | Qualificati direttamente al secondo turno | Qualificati direttamente al secondo turno | Qualificati direttamente al secondo turno |
| Divisional       | 17 gennaio 2021                           | Cleveland Browns (6)                      | V 22–17                                   | 1–0                                       | Arrowhead Stadium                         | Recap                                     |
| AFC Championship | 24 gennaio 2021                           | Buffalo Bills (2)                         | V 38–24                                   | 2–0                                       | Arrowhead Stadium                         | Recap                                     |
| Super Bowl LV    | 7 febbraio 2021                           | vs Tampa Bay Buccaneers (N5)              | S 9–31                                    | 2–1                                       | Raymond James Stadium                     | Recap                                     |

## Premi

### Premi settimanali e mensili
- Clyde Edwards-Helaire:

running back della settimana 1
- Harrison Butker:

giocatore degli special team della AFC della settimana 2
- Patrick Mahomes:

giocatore offensivo della AFC della settimana 3
giocatore offensivo della AFC della settimana 8
quarterback della settimana 8
quarterback della settimana 12
giocatore offensivo della AFC del mese di novembre
- Byron Pringle:

giocatore degli special team della AFC della settimana 7
- Tyreek Hill:

giocatore offensivo della AFC della settimana 12
- Tommy Townsend:

giocatore degli special team della AFC della settimana 15